# Ken Aston
Kenneth George Aston (ur. 1 września 1915 w Colchesterze, zm. 23 października 2001 tamże) – angielski sędzia piłkarski, znany z wprowadzenia żółtych i czerwonych kartek.

## Wczesne życie
Ken Aston urodził się w Colchesterze, gdzie ukończył St Luke's College. Karierę sędziowską rozpoczął w 1936 roku, występując najpierw jako sędzia liniowy w meczach Football League. Podczas II wojny światowej został wypisany z Royal Air Force z powodu kontuzji stawu skokowego, następnie dołączył do Royal Artillery przed przeniesieniem do Brytyjskiej Armii Indyjskiej, gdzie zakończył wojnę w stopniu podpułkownika i służył w Changi War Crimes Tribunal.

## Kariera sędziowska
Ken Aston sędziował mecze Football League w latach 1950–1963, od 1959 do 1963 roku był sędzią międzynarodowym. 4 września 1960 roku na Estadio Santiago Bernabéu w Madrycie sędziował rewanżowy mecz Pucharu Interkontynentalnego pomiędzy Realem Madryt a Peñarolem (5:1). Podczas Mundialu 1962 w Chile sędziował w dwóch meczach: 30 maja 1962 Chile-Szwajcaria (3:1), 2 czerwca 1962 Chile-Włochy (2:0). Prowadził także mecz finału Pucharu Anglii w sezonie 1962/1963 pomiędzy Manchesterem United a Leicester City (3:1). Karierę zakończył w 1963 roku.

### Bitwa o Santiago
Ken Aston stał się znany z sędziowania meczu Chile-Włochy (2:0), rozegranego 2 czerwca 1962 roku w Santiago zw. Bitwa o Santiago. W 8. minucie meczu odesłał do szatni Włocha Giorgio Ferriniego za faul na Honorino Landzie, zawodnik włoski musiał być eskortowany przez policjantów, gdyż nie chciał opuścić terenu gry. Później Aston wyrzucił z boiska Mario Davida za faul na Leonelu Sánchezie. Ten ostatni grał do końca meczu pomimo złamania nosa Humbertowi Maschio, co nie zostało zauważone przez Astona i sędziów liniowych, jednak FIFA zainterweniowała po obejrzeniu powtórek z kamer wideo. FIFA oskarżyła Sancheza o brutalne zachowanie, ale mimo tego mógł grać w pozostałych meczach swojej drużyny w tym turnieju.

## Po zakończeniu kariery
Ken Aston był szefem Komitetu Sędziowskiego FIFA podczas mistrzostw świata: 1966, 1970 i 1974. Potem był wykładowcą The Football Association Wydziału Sędziowskiego oraz instruktorem na American Youth Soccer Organization.
Pod koniec lat 60. zaproponował wprowadzenie żółtych i czerwonych kartek jako metody jednoznacznego wskazania ukaranych zawodników. Został on zastosowany po raz pierwszy podczas Mistrzostw Świata w Piłce Nożnej w roku 1970 w Meksyku.
W 1997 roku został odznaczony Orderem Imperium Brytyjskiego.
Zmarł 23 października 2001 roku w Colchesterze w wieku 86 lat.